# Wadena (Minnesota)
Wadena és una població dels Estats Units a l'estat de Minnesota. Segons el cens del 2000 tenia 4.294 habitants.

## Demografia
Segons el cens del 2000, Wadena tenia 4.294 habitants, 1.871 habitatges, i 1.062 famílies. La densitat de població era de 315,8 habitants per km².
Dels 1.871 habitatges en un 25,4% hi vivien nens de menys de 18 anys, en un 44,6% hi vivien parelles casades, en un 9,2% dones solteres, i en un 43,2% no eren unitats familiars. En el 37,8% dels habitatges hi vivien persones soles el 20,3% de les quals corresponia a persones de 65 anys o més que vivien soles. El nombre mitjà de persones vivint en cada habitatge era de 2,2 i el nombre mitjà de persones que vivien en cada família era de 2,92.
Per edats la població es repartia de la següent manera: un 23,4% tenia menys de 18 anys, un 10,2% entre 18 i 24, un 22,1% entre 25 i 44, un 20,2% de 45 a 60 i un 24,1% 65 anys o més.
L'edat mediana era de 41 anys. Per cada 100 dones de 18 o més anys hi havia 84,7 homes.
La renda mediana per habitatge era de 26.947 $ i la renda mediana per família de 39.511 $. Els homes tenien una renda mediana de 28.286 $ mentre que les dones 21.297 $. La renda per capita de la població era de 15.452 $. Entorn del 10,3% de les famílies i el 15,6% de la població estaven per davall del llindar de pobresa.

## Poblacions més properes
El següent diagrama mostra les poblacions més properes.